# 저메인 그리어
저메인 그리어(1939년 1월 29일 ~ )는 오스트레일리아 태생의 작가, 교수, 저널리스트이자 근대 초기 영문학 연구자로, 20세기 후반의 가장 중요한 페미니스트 중 한 사람으로 꼽히고 있는 사람이다.
그리어의 견해들은 저서 여성, 거세당하다 가 1970년대 국제적인 베스트셀러에 등극한 이후로 수많은 논란을 낳았으며, 이 책으로 그녀는 일상 대화의 소재이자 수많은 아첨과 반박의 대상이 되었다. 다른 저서로는 성과 운명: 인간 번식의 정치 (1984); 아름다운 소년: 보이 (2004); 셰익스피어의 아내 (2007) 등이 있다. 현재 그녀는 워릭 대학에서 영문학과 명예 교수이다.

## 생애

### 초기
그리어는 1939년 멜버른에서 태어나, 빅토리아주 멘톤 외곽 지역에서 자라났다. 그녀의 아버지는 호주 보험 회사 간부였으며, RAAF의 공군 중령으로 참전 경력이 있는 사람이었다. 빅토리아 주 가든베일에 위치한 사립 수녀원 부속 학교를 졸업한 그녀는, 1956년 교사 장학금을 받고 멜버른 대학에 입학하였다. 이후 영문학과 불어, 프랑스 문학 등에서 학위를 따고, 시드니로 건너가 그곳에서 시드니 푸시라는 무정부주의 시드니 자유론자들과 어울리게 되었다. 그녀의 전기를 저술한 크리스틴 월러스는, 이 시기의 그리어를 이렇게 묘사하고 있다:
저메인에게 [푸시]는, 그녀가 멜버른에서 얻어온 태도와 삶의 방식에 대한 기반이 돼주었다. 그녀는 로열 조지 호텔의 김빠진 맥주 냄새와 담배 연기가 가득한 방에서 쉰 소리로 얘기하는 군중들 속으로 들어가, 점차 푸시의 삶의 방식을 익혀갔다 — '나 스스로 강제로 주입한, 견딜 수 없이 어려운 수양이었다‘. 푸시는 그녀가 멜버른에서 만났던, ’언제나 예술과 진실과 아름다움에 관한 감정적인 토론을 나누던‘ 인텔리겐치아와는 완전히 다른 방식으로 그녀에게 다가갔다; 이들은 진실, 오직 진실에 관해서만 얘기를 나누었으며, 그들에게 노출된 것 중 대부분은 이데올로기였는데, 그것은 다른 말로 하면 거짓말 — ’그들의 말을 빌리자면 헛소리(bullshit)였다‘ 그녀의 다마스커스는 로열 조지 호텔이었고, 그곳으로 가는 길은 흄 고속도로였다. ’나는 이미 무정부주의자였다.‘ 그녀가 말한 적이 있다. ’왜 내가 무정부주의자였는지는 알 수 없었다. 그들은 기본을 내게 제공해주었고, 차츰 그 논리가 내 감정과 생각과 통하고 있음을 알게 되었다. 
1972년 즈음의 그리어의 사상은 마르크시즘에 가까운 무정부주의적 공산주의였다.
한편 그리어는 시드니 대학에서 강의를 시작하였으며, 1963년에는 “바이런의 풍자 양식의 발달”이란 논문으로 낭만주의 시 문학에서 문학 석사 학위를 받았다. 1년 후, 그 논문은 그녀에게 커먼웰스 장학금을 안겼으며, 이를 자금으로 하여 영국 케임브릿지 대학에서 박사 학위 연구를 계속하는 한편, 뉸햄 칼리지의 멤버가 되기도 하였다.
당시 뉸햄의 멤버였던 리사 자르딘 교수는, 처음 칼리지의 식사 자리에서 그리어를 만났을 때를 다음과 같이 떠올린다.
교장이 연설 준비를 청하기 위해 우리를 불렀다. 웅성거리는 소리가 잦아드는 가운데, 한 사람이 대화에 열중하여, 강한 호주 액센트를 방에 한가득 울려대면서 목청을 울리고 있었다. 졸업생들의 테이블에서 저메인은, 아무리 교육을 받은 여자라도 마치 작은 베수비오스 화산 같이 설계된, 여자의 몸 구조는 전혀 고려하지 않은 "브래지어"라는 것에 유방을 집어넣어야하는 세상에서는, 어쨌든 자유란 건 존재할 수 없다고 말하고 있었다. 60년대의 브래지어가 안겨주는 불편함은, 그녀의 강렬한 의견에 따르면, 남성의 억압의 추악한 상징이었다 ... 우리는 ... 여자가 그렇게 큰 목소리로, 차례도 지키지 않고, “브래지어”나 “유방” — 아니 “빨통”이라고 했는지도 — 같은 단어를, 대학 오찬이라는 가(假) 남성적인 엄숙함 속에서 말할 수 있다는 데에 상당히 충격 받아있었다. 
그리어는 학생 아마추어 연기 동호회, 케임브릿지 풋라이트에 가입하였으며, 이는 그녀를 런던의 예술/미디어 무대 속으로 데려다주었다. 로즈 블라이트라는 익명을 사용하면서, 그녀는 프라이베트 아이라는 풍자적인 잡지에 원예술에 관한 컬럼을 썼고, Dr. G라는 이름으로, 호주 작가 리차드 네빌이 소유하고 있던 언더그라운드 런던 잡지 오즈에 정기적으로 글을 기고하기도 하였다. 1970년 7월 29일 펴낸 판은 그리어가 객원 편집하였으며, 그녀가 직접 짠 ‘음경 양말’에 관한 글인 “차가운 송곳을 위한 편안한 코너”도 게재되었다. 또 그녀는, 남자 편집자들도 그럴 거라는 믿음 아래 오즈 잡지를 위해 누드 사진을 찍기도 하였다: 물론 남자 편집자들은 그러지 않았다. 그리어는 또 암스테르담 언더그라운드 잡지 썩 (Suck)의 편집자이기도 하였는데, 이 잡지에는 그리어의 사진이 전면 게재되어있었다: 그 사진은 "맨살을 드러내고, 내 허벅지를 통해 렌즈를 바라보는" 사진이었다.
그녀는 엘리자베스 여왕 시대의 희극에 관한 논문 “셰익스피어 초기 희극에 나오는 사랑과 결혼의 윤리”로 1968년 박사 학위를 수여받았으며, 코번트리의 워릭 대학의 교수직을 맡아 강의를 시작하였다. 그 해 런던에서, 그녀는 호주 저널리스트 폴 드 포와 결혼하였으나, 결혼은 3주밖에 가지 못하였으며, 이후 이 시기에 바람도 여러번 피웠음을 인정하였다. 결혼은 결국 1973년 이혼으로 끝났다.

### 초기 경력
1970년 출판된 여성, 거세당하다의 성공 이후, 그리어는 책 홍보를 위한 세계 여행을 끝마치고 1972년 워릭 대학에서의 교수 자리를 사임하였다. 그녀는 나이스 타임이라는 그라나다 텔레비전 코미디 쇼를 케니 에버렛과 조나단 루스와 함께 제작하였고, 이탈리아에 집을 마련하였으며, 선데이 타임즈에 칼럼을 기고하고, 다음 몇 해 간 아프리카와 아시아를 여행하였다. 이 여행 동안 그녀는 방글라데시를 방문하여 파키스탄과의 분쟁 중 강간 당한 여자들의 상황을 조사하였다. 1972년 투어의 일환으로 뉴질랜드에 방문해있던 중, 그리어는 연설 도중 "bullshit"과 "fuck"이란 단어를 썼다는 이유로 체포되었는데, 이는 오히려 그녀들의 지지 세력이 모이는 계기가 되었다.
1970년대 그리어는 자신을 예술 역사가로 개조해갔으며, 장애물 경기: 여성 화가들과 그들의 작품의 행운이라는 제목의 연구를 하였다. 연구를 통해 그녀는, 많은 페미니스트 집단이 호주의 여러 지명들을 중성화하여 더 큰 사회와의 교차로를 마련하고, 남성에 맞춰진 초점을 옮기길 원한다는 것을 발견하였다. 1974년 그리어는 단대농 시에 로비 활동을 펼쳐 자신의 고향 지역 멘톤의 이름을 “톤”으로 바꾸었다.
또한 1979년에 그녀는 오클라호마주 털사 대학에서 여성 문학 연구 센터의 관리자로 초청을 받았다. 한편 1981년부터 1982년까지 학술 저널 털사의 여성 문학 연구의 설립 편집자를 맡기도 하였다.

### 후반 경력
1989년, 그리어는 케임브릿지의 뉸햄 칼리지의 특별 강연자와 펠로우로 초청을 받았으나 1996년, 트랜스젠더 동료 레이철 패드먼 박사와 관련한 그녀의 행동으로 인해 부정적인 반응을 받으면서 자리를 사임하였다. 그리어는 펠로우쉽 선거에서 패드먼에 관해, 그녀는 남자로 태어났으며 이곳은 여성 대학이라는 근거로 논박을 하였었다. 더 가디언 지에 1997년 6월 25일에 실린 클레어 롱리그의 기사 “동료 의식이라고는 없는 자매”는 신문지 변호사의 권고에 따라 웹사이트에서 삭제되었다.
이후 몇 년간 그리어는 자신을 무정부주의자 또는 마르크스주의자로 계속 규정지어 나갔다. 그녀의 책에서는 이런 종류의 정치 화두가 거의 다뤄지지 않았지만, 인터뷰에서 자신의 위치를 확고히 하곤 하였다. 예를 들어, 2008년 ABC TV에서 그녀는 "아무래도 전 마르크스주의자라고 고백을 해야할 것 같아요. 현실이 우선이고 이데올로기는 그다음이겠죠, "라고 말하면서, 페미니즘이 20세기의 유일한 성공적인 혁명이었는가에 관해선 다음과 같이 답변하였다:
"제게 문제가 있다면, 영구한 혁명을 믿는다는 점입니다. 한 번 힘의 구조를 바꾸어도, 새로이 스스로의 힘을 유지하려는 독재정치가 생기고, 과거의 정권의 부자유스러운 특징들이 다시 생겨난다고 저는 믿습니다. 그러므로 비판, 개혁, 시위 등등의 과정은 끊임없이 계속 일어나야할 것입니다."
또한 2008년 3CR(호주 지역 라디오 방송)과의 인터뷰에서, 그녀는 자신을 “늙은 무정부주의자”로 묘사하면서 “계급주의와 자본주의”에 대한 대항이 자신의 사상의 핵심임을 재확인하였다.
그리어는 현재 은퇴한 상태지만 코번트리의 워릭 대학에서 영문학 비교연구학 분야의 명예 교수로 계속 재직 중이다.

## 작품

### 여성, 거세당하다
그리어는 그녀의 책 “여성, 거세당하다”에서, 여자들은 남자들이 여자들을 무척 싫어하며, 또 자기들에게 자신을 미워하도록 가르치고 있다는 것을 깨닫지 못하고 있다고 주장하였다. 크리스틴 월러스는, “여성, 거세당하다”가 처음 출간되었을 때, 어떤 여성 독자는 자기 남편의 눈을 피해 갈색 종이로 책을 싸서 숨겨야했으며, 저녁 식사 시간에 갖가지 말싸움이 벌어졌고, 가만히 있던 남편들에게 책이 날아갔다는 사연을 적은 바 있다 (Wallace 1997). 1970년 10월 이 책은 런던의 서점에도 들어왔으며, 1971년 3월까지 2쇄가 거의 절판되었고 8개 국어로 번역이 되었다.
그리어는 뉴욕 타임즈에서 다음과 같이 말하였다. “이 책의 제목은 가장 큰 문제를 가리키는 단어입니다. 여자들은 자신들의 리비도, 욕망을 갖는 능력, 성적 관심으로부터 격리되어있습니다. 그들은 서서히 의심을 갖게 되었죠. 예를 들면, 주인의 명령을 잘 수행하기 위해 거세당한 짐승처럼 — 혹은 살코기로 쓰이기 위한 가축처럼 — 여자들은 행동할 수 있는 능력을 거세당했습니다. 이것은 섬세함과 다장성(多漿性)을 위해 정력을 희생시키는 과정으로, 반드시 바뀌어야할 일입니다."
책의 주제 중 두 가지는 이미 14년 후 나온 책인 성과 운명 과 맥락을 함께 하였는데, 대표적인 테마로 핵가족은 여자들과 아이 양육에 좋지 않은 환경이며; 서부 사회에서 여성성을 만들어내기 위해 여성의 품위를 낮추었다는 것이 있다. 여자들은 그들을 복종시키는 규칙을 어릴 때부터 배우면서 점차 “여성다워진다”고 그리어는 주장하였다. 이후, 여자들이 통상적인 “성인 여성성”을 포용하게 될 때, 그들은 자신의 몸에 대해 수치심을 갖게 되며, 자신의 정치적 자율성을 잃게 된다고 하였다. 결과적으로 여자들은 무력해지고, 격리되고, 성적 관심은 빛바래며, 환희의 결핍이 일어난다.
대부분의 여자들의 무지와 격리는, 그들이 대화할 능력을 상실함을 의미한다: 그들이 배우자와 나누는 대화 대부분은 권력 투쟁의 연속이다. 그로 인해, 아내들이 저녁 파티로 남편을 따라갈 때, 그들은 고상한 대화를 개인적인 말다툼으로 바꿔버리게 된다. 아내 초대가 의무가 아니길 바라는 호스티스가 꽤 많은 이유다.
그리어는 여자들이 자신의 몸에 대해 알고 그것을 받아들여야하며, 자신의 월경혈을 직접 맛 보고, 독신주의와 일부일처제를 버려야한다고 말하였다. 하지만 브라를 태울 필요는 없다. 그녀의 글에 의하면 “브라는 바보같은 발명품이지만, 그것을 입지 않는 것을 규칙으로 한다면 결국 또다른 속박에 얽매이는 것이다.”
1971년 책에 관한 한 인터뷰에서, 그녀는 “뉴욕 타임즈”에 그녀가 “빠순이”였다고 말하였다. “빠순이란 게 꼭 호텔 복도를 서성여야하는 건 아닙니다. 나처럼 빠순이가 되면, 무대 뒤편으로 초대를 받게 되죠. 제 생각에 빠순이가 중요한 이유는 섹스의 신비성을 제거하기 때문이에요; 그들은 그것을 육체적인 행위로 받아들이고, 자신들의 전리품에 대해 집착하지 않습니다.”

### 다른 책들
그리어의 두 번째 책인, “장애물 경기”는 1979년에 출판되었다. 이 작품은 19세기 말까지의 여자 화가들의 삶과 경험담을 세세히 밝힌다. 또한, 활동이 기록되지 않은 여성 화가들의 존재에 관해서도 논하고 있다.
1984년에 출판된 성과 운명 에서도 그리어의, 성, 가족에 대한 서부적 태도, 그리고 그 태도를 전 세계에 파급한 ‘죄’에 관한 비판은 이어졌다. 이번에도 그리어의 타겟은 핵가족, 성적 행동에 대한 정부의 개입, 그리고 성과 여자의 신체의 상업화였다. 저메인 그리어는 서양이 제 3세계에 피임약을 제공한 것은 복지의 개선을 위한 것이 아니라 가난한 이들의 다산을 향한 전통적인 부자들의 공포와 시기 때문이라고 하였다. 또 마리 스톱스 등등의 말을 인용하여, 피임약 사용 캠페인이 시작부터 그런 태도에 의해 더럽혀졌다고 하였다. 그녀는 세상을 개발함에 있어 삶의 방식과 가족의 가치를 규탄하는 것에 대해 경고를 남겼다. 그녀의 글에서는, 음핵 절제 의식 역시 고려를 해야하며, 서부의 유방 이식과 비교해야한다고 적고 있다. 그녀의 관점은 여러 비판을 불러일으켰다. 영국 하원의원 위원회에서는, 그녀가 “8살 소녀에게 강제로 가해지는 음핵 절제술과 미국의 10대가 스스로의 선택에 의해 한 피어싱을 동일하게 비교하였다”라고 말하였다.
1986년, 그리어는 문학 비판 작품인 셰익스피어 와, 1968년에서 1985년 사이의 신문과 잡지 기사의 모음집 미친 여성의 속옷: 수필과 비정기 간행물 을 출간하였다. 1989년에는 그녀의 아버지에 관한 일기와 여행담 아버지, 우린 거의 당신을 몰랐죠를 발표하였는데, 여기서 그녀는 자신의 아버지를 멀고, 약하고, 애정감 없는 사람으로 묘사하였다. 이는 그녀의 글에서 보이는 남자에 대한 관점이 — 그녀 자신도 더 가디언에서 어쩔 수 없는 일이라고 말하였지만 — 자신의 아버지와의 관계가 투사된 것이 아니냐는 주장을 일으켰다.
1991년에는 변화: 여자, 노화, 그리고 폐경 이 발표되었는데, 뉴욕 타임즈는 이 책을 "날카롭고, 기운찬, 유쾌한 분노가 담긴 책"이라고 평하였으며, 이 책 역시 여성 운동에 있어 영향력 높은 작품이 되었다. 이 책에서, 그리어는 폐경을 둘러싼 여러 속설들을 소개하며, 호르몬 대체 유법의 사용을 지양할 것을 권고하였다. 노화에서 그녀는 “여성을 겁주는 것은 재밌는 일이다. 여자들이 호르몬 대체 요법을 사용하게 되도록, 세상은 골다공증, 심장병, 성욕 저하, 우울증, 절망, 그리고 ”방치해둘 시 사망“이라는 말들로 그들을 협박하였다." 그녀는 여자를 겁주는 것은 ”크고 이익이 남는 사업“이라고 말하였다. 그녀의 주장에 따르면, "여자들을 자신의 흥미에 반하는 정책에 따르게 하는 근원은 공포다".
1999년에 발표된 완전한 여성 은 여성, 거세당하다의 속편으로 제작되었으며, 내용에서 그녀는 진보 없는 페미니스트 운동으로 비춰지는 남성과 여성의 단점을 공격하였다. 책의 각 챕터 제목은 주제들을 잘 반영하고 있다: "음식," "가슴," "판토마임 부인," "쇼핑," "에스트로겐," "테스토스테론," "아내," "증오," "여성력(力)". 소개글에서 그리어는 다음과 같이 쓰고 있다: "현재 여성의 얼굴에 나타난 모순은 과거 그 어느 때보다 더 멍들어있다. 직업 여성은 자신이 일을 남자처럼 해야하는지, 아니면 자신답게 해야하는지 모르고 있다 ... 모성애는 특권인가 벌인가? ... 가짜 평등이 여성들을 이중의 위험으로 이끌고 있다 ... 다시 화를 낼 시간이다." 그리어의 여성 앞에 놓인 장애물에 대한 비관주의를 뉴욕 타임즈는 거부했으며, “대부분의 페미니스트들이 진보의 징조로 받아들이는 것을 그녀는 애매모호한 남성의 음모론으로 받아들인다”라고 지적하였다.
2003년에는 10대 소년의 아름다움에 관한 예술사 서적 아름다운 소년: 보이 가 출간되었다. 이 책은 더 가디언 지가 “흥미진진한 10대 소년의 아름다움”이라 평한 200장의 사진이 삽화로 담겨있다. 그리어는 이 책을, 10대 소년을 성적 객체로 바라보는 데에 관한 여성들의 무관심을 일깨우기 위해, 또 “시각적 즐거움을 위한 여성들의 능력과 권리의 개발”을 위해 썼다고 소개하였다. (Greer 2003) 커버 사진에 실린 소년은 비요른 안드레센으로, 사진의 사용에 관해 불평을 하였다고 저널리스트들이 인용한 바 있다.
2007년, 그리어는 스텔라 바인: 그림들 이란 책에 수필을 기고하였다. 이 수필은 영국 옥스포드 현대 예술 박물관에서 열린 영국 화가 스텔라 바인의 단독 전시회와 함께 하였다. 2007년 5월, 그리어와 바인은 국제 여성 페스티벌의 일환으로 “성과 문화”라는 공개적 토론에 참여하였다. 2007년에 그리어는 앤 해서웨이의 일대기를 그린 책 셰익스피어의 아내를 출간하였다.
2008년에 그녀는 수필 분노를 통해 호주의 토착민들에게 퍼져있는 분노에 관해 다루었으며, 이 글은 “큰 주제에 관한 작은 책들”이란 시리즈로 밥 카가 운영하는 멜버른 대학 출판사에 의해 출판되었다.
그리어는 연극을 번역하기도 하였다; 1972년에 그녀는 아리스토파네스의 리시스트라테를 번역하였었다.

## 다른 미디어
크리스틴 월러스의 전기, 저메인 그리어: 길들여지지 않은 말괄량이는 1997년에 출판되었다. 그리어는 살아있는 사람의 전기는 불완전할 수밖에 없기에, 불건전하고 무가치하다고 말하였다. 그녀는 “난 살아있는 여자에 관해서는 쓰지 않는다 ... 그것은 불쾌한 일이기 때문이다; 완전하게 다른 상황에 놓여있는 사람을 과거의 작업물로 한정짓는 것은 무의미하며, 그 사람은 결국 틀을 부수고 다시 시작할 수 있을 것이라 믿는다.”
1999년, 그녀는 호주 사진작가 폴리 볼랜드와 함께 누드 사진 촬영을 하였다. 이 사진은 2000년 열린 영국 국립 초상화 박물관 전시회의 일부로 전시되었다. 이는 이후 폴리 볼랜드: 오스트레일리언이란 책에 실렸다.
그녀는 BBC의 풍자적인 텔레비전 패널 쇼 해브 아이 갓 뉴스 포 유에 여러번 출연하였다. 그녀는 이 프로그램에 통틀어 9번을 출연하였는데, 이는 여성 게스트로써는 이 프로그램에서 최다 출연 기록이며, 가장 최근에 출연한 것은 2008년 11월이다.
그리어는 셀레브리티 빅 브라더 UK의 2005년 시리즈의 9명의 경쟁자 중 한 명이었다. 그녀는 이 쇼에 대해 “당신의 10대 자식의 방문의 열쇠 구멍을 들여다보는 것만큼이나 품위 있다”고 평한 바 있다. 그녀는 결국 쇼 중간에 떠났는데, 쇼 프로듀서의 이지메와 동료 경쟁자들의 대중성을 의식한 행동들에 대해 언급하였다. 하지만 그 후 그녀는 이 쇼의 스핀 오프인 두 프로그램에 출연하였다.
2006년 9월, 더 가디언 지에 실린 오스트레일리아인 스티브 어윈의 죽음에 관한 그리어의 칼럼은 “혐오스러운 격론”이라는 이름 아래 다수의 비판을 받았다. 그리어는 “동물의 세계가 드디어 어윈에게 복수를 하였다”라고 발언하였다. 나인 네트워크의 커렌트 어페어에서 그리어는 그 발언에 관해, “이 일은 정말로 당황스럽고, 그렇게 느낀 건 나만은 아닐거라 믿는다.”라며, “착취적인 다큐멘터리”가 이제 끝나길 바란다고 밝혔다. 전 퀸즈랜드 주지사 피터 비티는 그녀의 발언을 “바보 같고 무신경하다”고 하였으며, 다른 호주의 정치인들도 비슷한 발언을 하였다. 여러 호주 신문이 그녀의 컬럼을 부분적으로 재판하였으며, 바로 그 다음날은 그녀의 발언에 자극받은 독자들의 편지를 실었다. 한편으로 어떤 오스트레일리아 주석자들은 그녀의 발언을 지지하였다. 여러 신문지면에서 그녀는 어윈에 대한 비판을 반복하면서, “이 유명한 호주인”의 자화상을 국립 초상화 박물관에 전시하는데 “6개월이나 걸렸다는 것은 치욕적인 일이다”라고 말하였다.

2006년, 그녀는 BBC 라디오 4의 미국 작곡가 겸 락 기타리스트 프랭크 자파에 관한 다큐멘터리에 출연하였다. 그녀는 1970년대 초부터 자파의 친구였다는 것을 언급하며, 그의 작품 "G-Spot Tornado"를 그녀의 장례식에서 연주하겠다고 말하였다.

## 호주 어보리진들
2000년 초에, 그리어는 런던에서 열린 기자회견에서, 자신은 시드니 공항에서 “땅 주인 허가서”를 받기 전까진 오스트레일리아에 발을 들여놓은 적이 없다고 말하였다. 뉴 사우스 웨일즈 어보리진 의회 대변인 폴 몰로이는 이후, 그녀가 근 몇 년간 여러 번 시드니를 방문했음에도 불구하고 허가서를 요구한 적이 없으며, 사실 그런 문서를 내줄 원로 의원들은 한 명도 없다고 밝혔다.
2001년에, 그녀는 호주 어보리진들과의 협정을 제안하면서 다시 주목을 받았다. 2004년에는, 호주인들을 “뭔가에 신경쓰기엔 너무 여유만만한” 사람들이며, 자신의 조국을 “촌스러운 평범함으로 정의되는” 나라라고 비웃었는데, 이에 대해 호주 수상 존 하워드는 그녀가 엘리트주의자이며, 그녀의 발언은 “우스꽝스럽다”고 발언하였다.
2007년 7월, 그리어는 당시 호주 수상이었던 존 하워드의 타고난 개입 정책을 공격하면서, 이 위기는 곧 “급격히 커지는 대재앙”으로 변할 것이라고 말하였다.

## 습격 사건
2000년 4월 23일, 그리어는 자신의 집에서 배스 대학의 19살 여대생으로부터 습격을 받았다. 그녀는 에식스에 있는 그리어의 집에 침입해, 부엌에서 그리어를 묶어두고, 집안을 훼손하였다. 저녁 식사에 초대되었던 손님들이 결국, 여대생이 다리에 매달린 채로 바닥에 쓰러져있는 그리어를 발견하였다. BBC 뉴스는 여대생은 폭행죄와 불법 감금죄로 기소되었으나, 해당 죄는 취하되고 다른 죄목으로 기소되었다고 보도하였다. 그녀는 그리어를 괴롭힌 죄를 인정하고 2년의 집행 유예와 정신 치료를 선고받았다. 그리어는 상처를 입지 않았으며 기자들에게 다음과 같이 말했다: “난 화나지도, 당황하지도, 아프지도 않아요. 괜찮은 상태죠. 유머 감각을 잃은 것도 아니고, 어쨌든 피해자는 내가 아니에요.”

## 대중 문화에서
- 그리어는 호주 밴드 오지 마치(Augie March)의 노래 "Mother Greer"의 주제이다.[50]
- 그리어의 연설 중 발췌한 일부분이 시네이드 오코너의 앨범 Universal Mother의 1번 트랙에 등장한다. 트랙의 제목은 “Germaine"이며, 모계 가족제와 부계 가족제에 관련한 연설에서 발췌한 것이다.
- 리처드 네빌의 회고록에 기반을 둔 비번 키드론의 2008년 영화 《히피 히피 쉐이크》에는 에마 부스가 저메인 그리어 역을 연기했다. 그리어는 영화에서 묘사된 자신의 모습에 대해 불쾌함을 표한 바 있다.[51]
- 조애나 머리 스미스의 연극 The Female of the Species (2006)는 그리어의 삶에 약간씩 기반을 두고 있으며, 그리어를 “거슬리는 페미니즘에 대한 코믹한 공격의 영감”으로 사용한다; 주인공의 이름은 마곳 메이슨이다.[52][53] 그리어는 이 연극을 자신에 대한 공격이라 칭하며 내용이 빈약하다고 언급하였다. 하지만 실제로는 그녀는 각본을 읽은 적이 없다.[54][55]

## 더 읽어보기
- “The Australian Women's Weekly: celebrating 75 years as an Australian icon”, Kay Kearney, 2008, ACP Books, Sydney